# 沙池

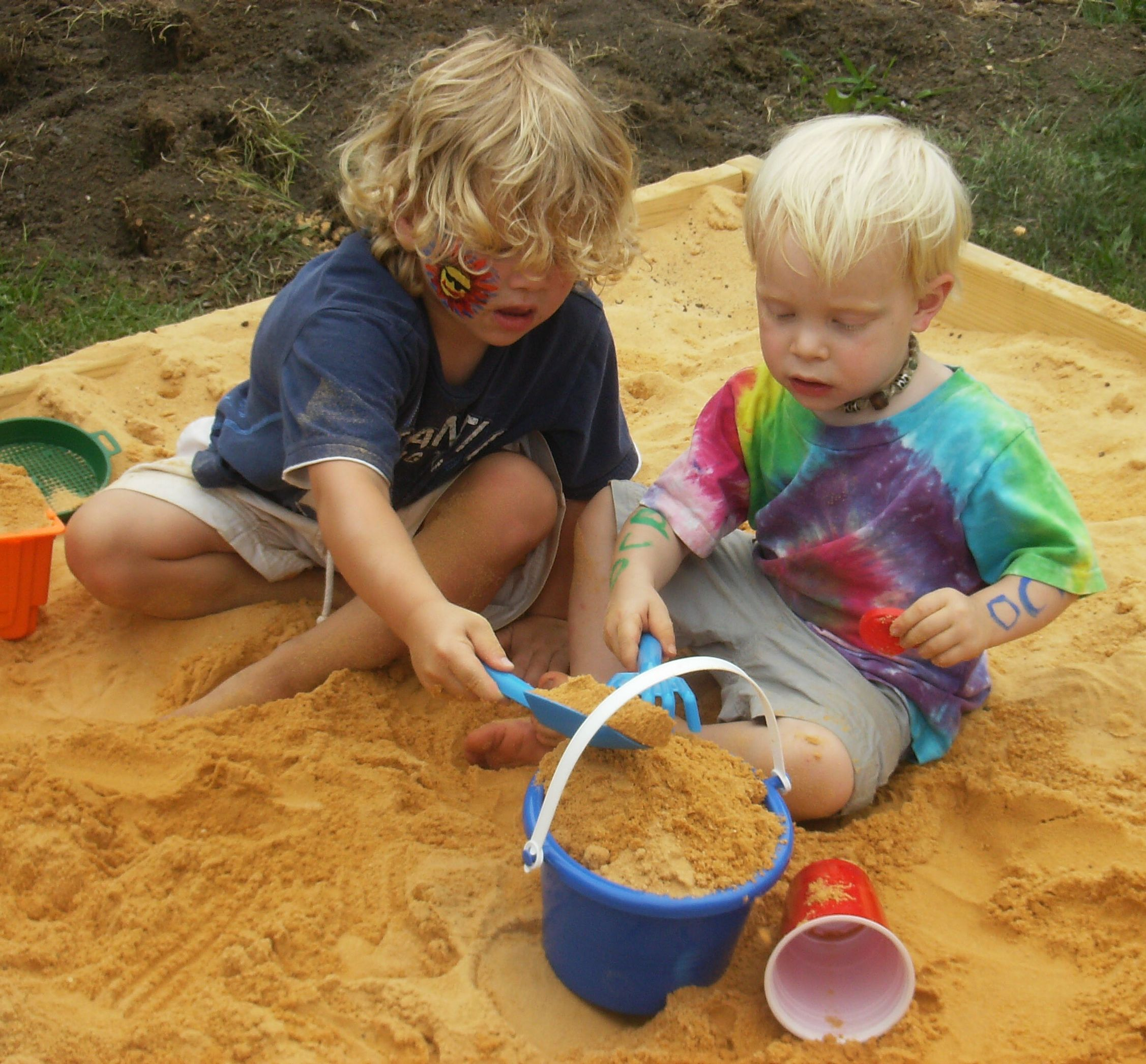
在沙坑中玩耍的儿童

沙池或沙坑、沙盒，是用来装沙的设施，一般为较浅且宽大的池状，固定于地面或可移动，内部采用沙滩的软沙。主要供儿童游乐所用。在竞技体育场中也有沙坑，供跳远等项目使用。沙坑因建造简便成本低廉，在全球都被广泛使用。

## 历史
德国最早将沙坑用作公共儿童游乐场所设施，1850年教育家弗里德里希·福禄贝尔在1850年首先将沙坑引入幼儿园中。1885年玛丽·扎克热夫斯卡将沙坑带到美国。